# Hypopetalia pestilens
Hypopetalia pestilens är en trollsländeart som beskrevs av McLachlan 1870. Hypopetalia pestilens ingår i släktet Hypopetalia och familjen Austropetaliidae. IUCN kategoriserar arten globalt som livskraftig. Inga underarter finns listade i Catalogue of Life.